# بلوار چهل و پنج متری گلشهر
بلوار چهل و پنج متری گلشهر یا بلوار شهید شمس بلوار شمالی-جنوبی و یکی از خیابان‌های مهم شهر کرج به درازای ۳/۳ کیلومتر است که از سوی شمال از بلوار ناصر بخت آغاز شده و در سوی جنوبی به آزادراه کرج-قزوین منتهی می‌یابد. این بلوار یکی معروفترین بلوارها در شهر کرج می‌باشد.
ادامه این بلوار پس از تقاطع بلوار ناصر بخت و اتصال آن به بلوار رجایی در حال ساخت است و بزودی ادامه این بلوار افتتاح می‌شود.

## تقاطع‌ها
| از شمال به جنوب                    | از شمال به جنوب          | از شمال به جنوب |
| ---------------------------------- | ------------------------ | --------------- |
| در دست احداث                       |                          |                 |
|                                    | بلوار ناصر بخت           |                 |
|                                    | خیابان بنی نجار          |                 |
|                                    | خیابان عدل               |                 |
| ایستگاه متروی چهل و پنج متری گلشهر |                          |                 |
|                                    | بلوار بهشتی              |                 |
| دوربرگردان                         |                          |                 |
|                                    | بلوار محمدی بلوار هوشیار |                 |
|                                    | بلوار پونه               |                 |
| ایستگاه متروی گلشهر                |                          |                 |
| چهارراه گلزار                      | بلوار گلزار              |                 |
|                                    | بلوار درختی              |                 |
| دوربرگردان                         |                          |                 |
|                                    | آزادراه کرج-قزوین        |                 |
| از غرب به شرق                      |                          |                 |